# IRacing
iRacing (ранее IRacing.com) — компьютерная игра в жанре гоночный симулятор по подписке, разработанный и выпущенный iRacing.com Motorsport Simulations в 2008 году. Является идейным продолжением Nascar Racing и Indycar Racing фирмы Papyrus Design Group от того же геймдизайнера Дэвида Кеммера, в частности в основе кода iRacing лежит код Nascar Racing 2003. Все гонки и одиночные заезды хранятся на серверах издателя. Игра симулирует машины, трассы и спортивные мероприятия из реального мира, а также применяет правила поведения, основанные на реальных автогонках.

## Игровой процесс
iRacing позволяет использовать реалистичный вид из кабины только в официальных гонках, но позволяет использовать другие виды с камеры во время тестовых сессий или других сессий, если организатор или организатор разрешает. Большинство пользователей используют рулевое колесо с обратной связью по усилию с педалями газа, тормоза и сцепления, а также переключатели H-образной формы и/или последовательные переключатели. Геймплей разработан так, чтобы максимально детально имитировать автогонки.

### Гонки
Когда учётная запись пользователя создана, игрок начинает с лицензии уровня новичка во всех категориях. Чтобы перейти на лицензию «D-уровня» и выше, пользователь должен завершить ряд гонок практически без аварий, происшествий вне трассы или потери управления. По мере того, как пользователь получает лицензии более высокого уровня, он получает право участвовать в более официальных сериях. Лицензии (после прохождения уровня новичка): D, C, B и A. Лицензии Pro/WC доступны для тех, кто соответствует требованиям.
Для стандартной официальной серии, управляемой iRacing, каждый календарный год обычно делится на четыре 12-недельных сезона, при этом все сессии вождения в серии проходят на одной трассе каждую неделю в течение 12-недельных сезонов. Водители могут участвовать в тренировках, квалификациях, лицензионных гонках на время и гонках. Неделя между каждым сезоном называется «тринадцатой неделей» и имеет свой собственный набор серий, которые меняются каждый день. В течение 13-й недели водители не могут проходить испытания на время и, следовательно, не могут повышать уровень своей лицензии. Неделя 13 в целом отличается более расслабленным отношением, с упором на веселье, а не на соревнование. На 13-й неделе часто возникают проблемы с сервером, так как целью недели является внедрение обновлений программного обеспечения. Существуют также нестандартные серии, примерами которых являются четырёхнедельная серия Rookie, серия IndyCar, Skip Barber и Grand-Am Premier, а также серия Pro. Гонки, организованные участниками, не обязательно должны следовать какому-либо официальному расписанию.
Серии разделены на четыре основные категории: овальные и дорожные и грунтовые (внедорожные) варианты обеих, которые далее делятся на несколько серий уровней лицензий от новичка до профессионала, и водитель должен получить каждую лицензию, чтобы иметь право участвовать в официальные сессии гоночной недели на их лицензионном уровне. Если водители не имеют права на получение правильной лицензии для серии, они все равно могут участвовать в тренировках. Получение более высокой лицензии включает в себя как участие в соревнованиях с наивысшим текущим уровнем водительских прав, так и достижение минимального показателя безопасности. Требования к продвижению и сами лицензии зависят от категории — другими словами, у водителя есть отдельная лицензия для каждой из категорий.
Гонками в рамках службы управляет санкционирующий орган под названием FIRST. Подробные правила официальных соревнований опубликованы в Спортивном кодексе FIRST, который зарегистрированные участники службы должны прочитать и согласиться соблюдать в рамках Условий обслуживания игр. iRacing проводит несколько различных официальных серий, но участники также могут свободно организовывать свои собственные онлайн-сессии, которые размещаются на серверах, управляемых iRacing. В 2012 году iRacing расширил возможности пользователей проводить свои собственные сезоны через «Лиги», где за определённую плату пользователи управляют своей собственной лигой, набирают / принимают водителей и имеют автоматический подсчет очков. Любые сеансы, организованные участниками, свободны от ограничений уровня лицензии. Помимо участия в различных публичных сессиях, участник может использовать тестовый режим для самостоятельной езды по любой трассе на любом автомобиле, при условии, что он приобрел лицензию на использование контента.

### Контент
В то время как лицензии на 16 автомобилей и 22 трека, предлагающие в общей сложности 70 конфигураций трека, предоставляются в базовом контенте подписки, пользователи должны приобретать отдельные лицензии для каждого дополнительного транспортного средства и трека, которым они хотят управлять. Игра предлагает 94 трека. Это общее количество включает две трассы на сервисе, которые были повторно отсканированы и воспроизведены (Daytona и Phoenix) из-за изменений, внесенных в трассу, поскольку они изначально были созданы для iRacing, One Tech Tracks (New Jersey Motorsports Park, доступен для пробного вождения и размещенных сессий в незавершенном состоянии), а также один вымышленный трек iRacing, который представляет собой заносную площадку под названием «Центростремительная трасса», предназначенную для использования при сборе данных о динамике вашего автомобиля.
Оставаясь верными своему стремлению оставаться симулятором автоспорта, автомобили на iRacing.com представляют собой почти исключительно цифровые модели специально построенных гоночных автомобилей, а не разрешенные для использования на дорогах спортивные автомобили или суперкары, и весь контент создается с использованием комбинации данных лазерного сканирования, данные САПР, живые звуковые образцы и тысячи фотографий, чтобы максимально точно воспроизвести цифровое воспроизведение в пределах их возможностей.
С 4 декабря 2018 года iRacing предлагает цикл день-ночь, предлагая более динамичные гонки, например, из-за температурных воздействий и ограниченного обзора ночью.
18 октября 2016 года было объявлено о партнерстве с Ferrari. Первым выпущенным автомобилем станет Ferrari 488 GTE 2016 года выпуска .
Разработчики установили многочисленные партнерские отношения с реальными гоночными организациями и сериями, включая NASCAR, IndyCar, чемпионат Supercars, SCCA, гоночную школу Skip Barber, Кубок Volkswagen Jetta TDI, новую Формулу Renault 2.0, чемпионат Star Mazda, Серия Blancpain Endurance, бразильские серийные автомобили и McLaren F1. Доступные категории транспортных средств включают автомобили с открытыми колесами, такие как автомобили Формулы 1, такие как McLaren-Honda MP4-30, многие американские серийные автомобили, такие как те, которые используются в серии NASCAR, австралийские суперкары V8, несколько автомобилей GT3 , используемых в GT World Challenge Europe, таких как Audi R8 LMS GT3, тренировочные автомобили, такие как Skip Barber или Legends Ford, спортивные автомобили, такие как Ford Mustang FR500, и прототипы, такие как Corvette Daytona Prototype.
В сервисе доступны различные трассы для поддержки соревнований на различных автомобилях, таких как классические трассы Гран-при, такие как Autódromo José Carlos Pace и Autodromo Nazionale di Monza, полный набор основных овалов NASCAR, таких как Daytona International Speedway и различные овалы для шорт-трека, такие как Lanier и Indianapolis Raceway Park.

### Гонки по грунтовым дорогам
1 апреля 2016 года разработчики объявили, что введут в игру гонки по бездорожью. Патч был представлен 29 марта 2017 года и включал в себя новые автомобили, такие как гоночные автомобили Dirt Super Late Model, Dirt Sprint и Dirt Street. Более того, разработчики приобрели лицензии Eldora Speedway, Volusia Speedway Park и Williams Grove Speedway. Эти три трассы вместе с переработанной грязной версией USA International Speedway стали четырьмя грязными трассами на iRacing. Позже стала доступна грязная версия Lanier Raceplex и Knoxville Raceway.
Также в начале 2017 года iRacing объявила о партнерстве с Автоклубом США и World of Outlaws, двумя основными органами Северной Америки, санкционирующими гонки по бездорожью.
В январе 2022 года iRacing объявила о появлении нескольких новых грунтовых трасс, в том числе Federated Auto Parts Raceway на I-55, Wheatland, Lucas Oil Speedway в Миссури и Port Royal Speedway в Пенсильвании.

### Историческое содержание
iRacing также отсканировал и предоставил в пользование несколько исторических автомобилей и трасс, которые либо больше не используются в гонках, либо больше не используются. К ним относятся 3 NASCAR 1987 года выпуска, Lotus 49, Lotus 79, Dallara IR-05, Dallara DW12, Nissan GTP, и Audi GTO. Исторические треки включают Северный Уилксборо и парк Оран.

### Лазерное сканирование
iRacing копирует реальные гоночные трассы с помощью LIDAR. Эта технология делает геометрию трассы более точной.

### Виртуальная реальность
Имеется полная поддержка Oculus Rift CV1, HTC Vive, HP и Pimax.

## Реакция и отзывы
| Сводный рейтинг    | Сводный рейтинг |
| Агрегатор          | Оценка          |
| ------------------ | --------------- |
| Metacritic         | (PC) 79/100     |
| Иноязычные издания |                 |
| Издание            | Оценка          |
| PC Gamer (UK)      | 80 %            |

iRacing.com был открыт для публики 26 августа 2008 г. К июлю 2009 г. более 16 000 человек подписались на эту услугу. Компания заявила, что по состоянию на декабрь 2013 г. насчитывала 50 000 участников. К апрелю 2020 г. сервис заявил о более чем 160 000 активных подписчиков.
iRacing.com получил положительные отзывы автомобильных, гоночных и игровых журналов, а также веб-сайтов, посвященных гоночным симуляторам. Сервис также подвергался критике за то, что он ещё не включает функции, часто встречающиеся в других гоночных симуляторах, такие как дождь и более продвинутое визуальное моделирование повреждений. PC Gamer заявил, что игра «не всем придется по вкусу», а GameStar ещё в 2009 году пришел к выводу: «Графика производит впечатление незавершенной бета-версии, но, по крайней мере, атмосфера между игроками всегда дружелюбная».

## Подписка и работа
В iRacing можно играть онлайн только на серверах, управляемых iRacing.com, и для участия требуется подписка на услугу. За дополнительные автомобили и трассы взимается дополнительная единовременная плата. По состоянию на май 2020 года пакет подписки включает набор из 18 гоночных трасс с 30 доступными конфигурациями, вымышленную заносную площадку (названную в игре Centrimetal Circuit) и более 18 автомобилей, на которых можно тренироваться и участвовать в гонках.